# Robert Kuralt
Robert Kuralt, slovenski teolog in redovnik, * 14. februar 1739, Žabnica, † (?).

## Življenje in delo
Stopil je v cistercijanski samostan v Stični, kjer je leta 1759 prejel nižje redove. V mašnika je bil posvečen leta 1762 v Ljubljani.  V stiškem samostanu je bil profesor moralike. Leta 1765 je pristopil k duhovniški bratovščini v Mengšu. Bil je jožefinec, zato je prišel s stiškimi sobrati v navzkrižje in bil relegiran v cistercijanski samostan v Schlierbach na Gornjem Avstrijskem. Tu je dovršil spis o cerkvenem pravu, odšel v lilienfeldski samostan na Dunaj, da svoje delo natisne, in prosil Kaunitza za kako stolico cerkvenega prava. Kaunitz je predlagal septembra 1781 Jožefu II., naj bi dal Kuraltu na kaki univerzi stolico kanonskega prava, začasno pa, da bi mogel dovršiti svoje delo, bi ga lahko rabili pri cenzurni komisiji. Kuraltovo delo je po Kaunitzevi sodbi temeljito in odkrito ter zlasti primerno, da dokaže javnosti vzroke in pravičnost vseh že izdanih in bodočih odredb v cerkvenih stvareh, tudi zavrača vse predsodke o jožefinskih reformah in zato naj bi se Kuraltu zagotovilo bivanje na Dunaju. Kuralta zasledujejo zaradi tega, ker sumijo, da bo zagovarjal v svojem delu druga načela, kakor so med menihi splošno razširjena. 
Jožef II. je Kaunitzev predlog odklonil, vendar je izšlo Kuraltovo delo, ki vsebuje obrambo jožefinskih cerkvenih naredb, 1781 na Dunaju: Genuina totius iurisprudentiae sacrae principia nova, concinna, facilique methodo pertractata in leto pozneje nemški prevod A. Kreila: Rechte Grundsätze d. ganzen Kirchenrechtsgelehrsamkeit (2 Thle, Wien 1782). 
Kdaj se je vrnil Kuralt v Stično, ni znano, septembra 1782 je bil še v Schlierbachu (podatki p. Edmunda Spreitza), ob razpustu stiškega samostana leta 1784 je bil bibliotekar in je bival morda nekaj časa na Sapu pri Šmarju, kjer je poučeval po ustnem izročilu beli menih p. Robert mladega M. Kračmana v orglanju. Decembra leta 1784 je bil zopet v Schlierbachu. V Linzu je izdal 1793 Praktische Religion Jesu Christi zur Beförderung des Christenthums … (COBISS) (tudi digitalizirano).